# Agrypon depressum
Agrypon depressum är en stekelart som beskrevs av Dasch 1984. Agrypon depressum ingår i släktet Agrypon och familjen brokparasitsteklar. Inga underarter finns listade i Catalogue of Life.